# Старий Яромеж
Старий Яромеж (пол. Stary Jaromierz, нім. Alt Hauland) — село в Польщі, у гміні Карґова Зеленогурського повіту Любуського воєводства.
Населення — 222 особи (2011).
У 1975-1998 роках село належало до Зеленогурського воєводства.

## Демографія
Демографічна структура станом на 31 березня 2011 року:
|          | Загалом | Допрацездатний вік | Працездатний вік | Постпрацездатний вік |
| -------- | ------- | ------------------ | ---------------- | -------------------- |
| Чоловіки | 115     | 26                 | 80               | 9                    |
| Жінки    | 107     | 19                 | 63               | 25                   |
| Разом    | 222     | 45                 | 143              | 34                   |